# رشته‌کوه آلتای

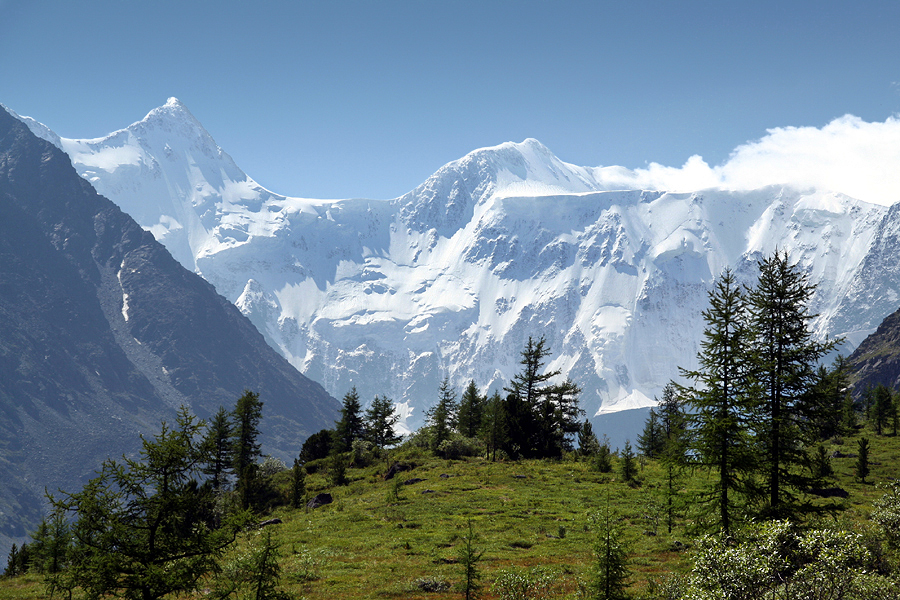
کوه بلوخا در رشته کوه آلتای.

کوه‌های آلتای (به روسی:  Алтай Altay، به مغولی: Алтай، به چینی: 阿尔泰山脉) نام رشته‌کوهی است در آسیای مرکزی و بین کشورهای مغولستان، روسیه، چین و قزاقستان واقع است و سرچشمه رودهای ایرتیش و اوبی است. از باخترِ دشت سیبری (°۸۱ طول شرقی) به سوی جنوب خاوری به سمت دشت گویی (°۱۰۶ طول شرقی) و از حوضه رود ایرتیش و دزونگاری (زونگاری) تا کوه‌های سایان کشیده شده و بیش از ۲۰۰۰ کیلومتر درازا دارد. بعضی نام آلتای را، که نخستین‌بار در دوران قالموق آمده‌است، به واژه ترکی آلتان (طلا) مربوط دانسته‌اند، ولی این نکته هنوز ثابت نشده‌است.